# 斑球

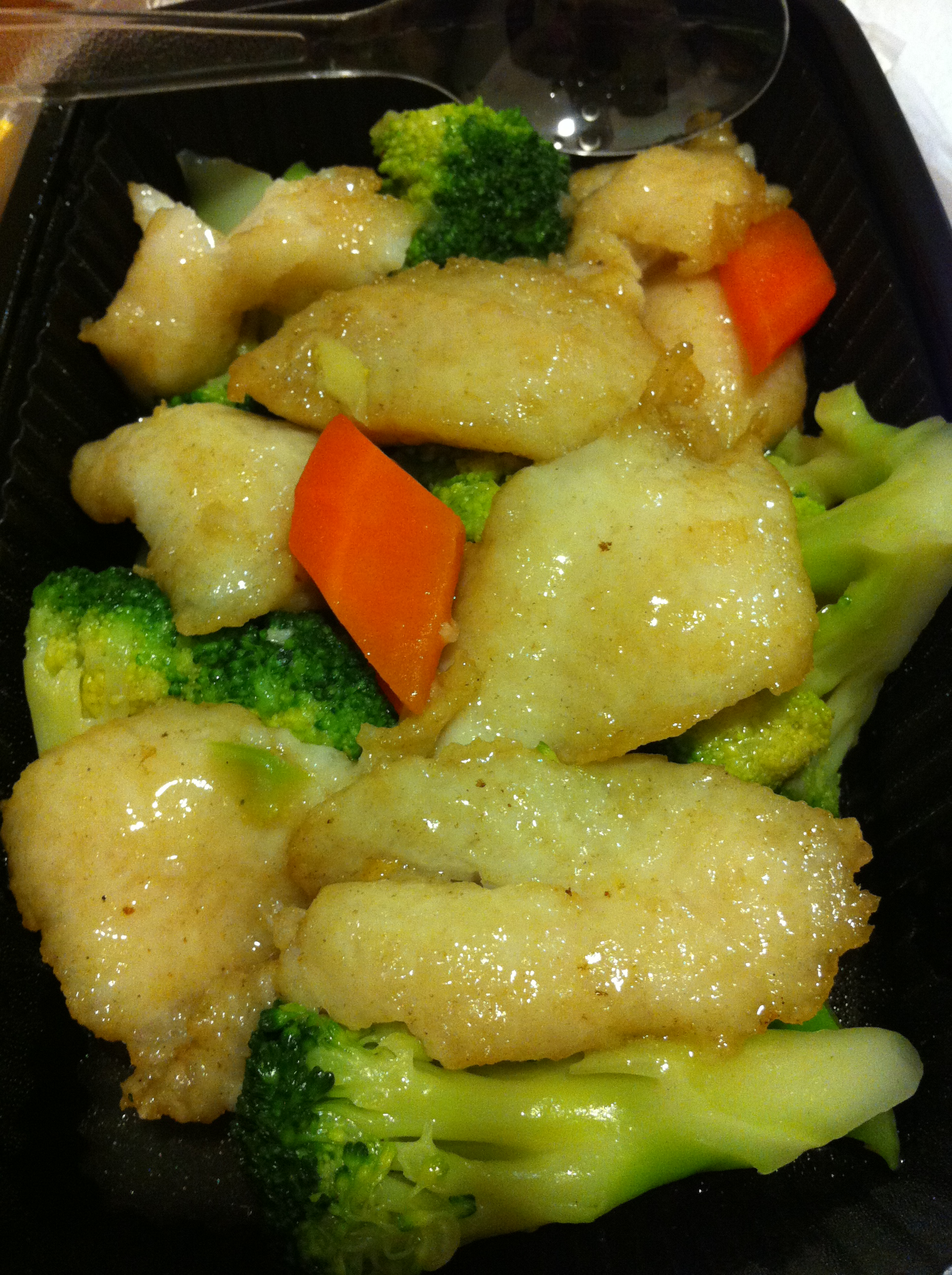
快餐食品西蘭花炒斑球

斑球（或稱魚球）是把海魚如石斑魚或青斑魚起肉後切塊，然後下油鑊炒，不同於斑腩。
現在香港的茶餐廳和快餐店通常用急凍的龍利或青衣等廉價雜魚替代石斑。斑球可煮成碧綠炒斑球。

## 相關
- 菲力